# Record du monde de natation messieurs du 400 mètres 4 nages
Cet article traite de la progression du record du monde de natation sportive messieurs pour l'épreuve du 400 mètres 4 nages en bassin de 50 et 25 mètres.

## Bassin de 50 mètres
| Temps         | Athlète            | Naissance | Âge | Nationalité        | Compétition                         | Lieu            | Date              |
| ------------- | ------------------ | --------- | --- | ------------------ | ----------------------------------- | --------------- | ----------------- |
| 5 min 35 s 6  | Maurice Lusien     | 1926      | 27  | France             |                                     | Troyes          | 24 avril 1953     |
| 5 min 32 s 1  | Gusztáv Kettesy    |           |     | Hongrie            |                                     | Budapest        | 26 juillet 1953   |
| 5 min 31 s 0  | Jan Andsberg       |           |     | Suède              |                                     | Lund            | 29 octobre 1953   |
| 5 min 27 s 3  | Maurice Lusien     | 1926      | 28  | France             |                                     | Reims           | 18 mars 1954      |
| 5 min 15 s 6  | Gary Heinrich      |           |     | États-Unis         |                                     | Philadelphie    | 27 août 1957      |
| 5 min 12 s 9  | Ian Black          | 1927      | 22  | Royaume-Uni        |                                     | Cardiff         | 6 juin 1959       |
| 5 min 07 s 8  | George Harrison    | 1939      | 21  | États-Unis         |                                     | Los Angeles     | 24 juin 1960      |
| 5 min 05 s 3  | George Harrison    | 1939      | 21  | États-Unis         |                                     | Los Angeles     | 24 juin 1960      |
| 5 min 04 s 5  | Dennis Rounsaville |           |     | États-Unis         |                                     | Toledo          | 22 juillet 1960   |
| 5 min 04 s 3  | Ted Stickles       |           |     | États-Unis         |                                     | Chicago         | 1er juillet 1961  |
| 4 min 55 s 6  | Ted Stickles       |           |     | États-Unis         |                                     | Los Angeles     | 18 août 1961      |
| 4 min 53 s 8  | Gerhard Hetz       | 1942      | 20  | États-Unis         |                                     | Moscou          | 24 mai 1962       |
| 4 min 51 s 4  | Ted Stickles       |           |     | États-Unis         |                                     | Chicago         | 30 juin 1962      |
| 4 min 51 s 0  | Ted Stickles       |           |     | États-Unis         |                                     | Louisville      | 12 juillet 1962   |
| 4 min 50 s 2  | Gerhard Hetz       | 1942      | 21  | États-Unis         |                                     | Tokyo           | 12 octobre 1963   |
| 4 min 48 s 6  | Dick Roth          | 1947      | 17  | États-Unis         |                                     | Los Altos       | 31 juillet 1964   |
| 4 min 45 s 4  | Dick Roth          | 1947      | 17  | États-Unis         |                                     | Tokyo           | 14 octobre 1964   |
| 4 min 45 s 3  | Andrei Dunayev     |           |     | Union soviétique   |                                     | Tallinn         | 3 avril 1968      |
| 4 min 45 s 1  | Greg Buckingham    | 1945      | 22  | États-Unis         | Réunions internationales            | Santa Clara     | 6 juillet 1968    |
| 4 min 43 s 4  | Gary Hall Sr.      | 1951      | 17  | États-Unis         |                                     | Los Angeles     | 20 juillet 1968   |
| 4 min 43 s 3  | Charles Hickcox    | 1947      | 21  | États-Unis         |                                     | Long Beach      | 30 août 1968      |
| 4 min 39 s 0  | Charles Hickcox    | 1947      | 21  | États-Unis         |                                     | Long Beach      | 30 août 1968      |
| 4 min 38 s 7  | Gary Hall Sr.      | 1951      | 18  | États-Unis         |                                     | Santa Clara     | 11 juillet 1969   |
| 4 min 33 s 9  | Gary Hall Sr.      | 1951      | 18  | États-Unis         |                                     | Louisville      | 15 août 1969      |
| 4 min 31 s 00 | Gary Hall Sr.      | 1951      | 19  | États-Unis         |                                     | Los Angeles     | 21 août 1970      |
| 4 min 30 s 81 | Gary Hall Sr.      | 1951      | 21  | États-Unis         |                                     | Chicago         | 3 août 1972       |
| 4 min 28 s 89 | András Hargitay    | 1956      | 18  | Hongrie            |                                     | Vienne          | 20 août 1974      |
| 4 min 26 s 00 | Zoltán Verrasztó   | 1956      | 20  | Hongrie            |                                     | Long Beach      | 2 avril 1976      |
| 4 min 23 s 68 | Rod Strachan       | 1955      | 21  | États-Unis         |                                     | Montréal        | 25 juillet 1976   |
| 4 min 23 s 39 | Jesse Vassallo     | 1961      | 17  | États-Unis         |                                     | The Woodlands   | 4 août 1978       |
| 4 min 20 s 05 | Jesse Vassallo     | 1961      | 17  | États-Unis         |                                     | Berlin-Ouest    | 28 août 1978      |
| 4 min 19 s 78 | Ricardo Prado      | 1965      | 17  | Brésil             | Championnats du monde (f)           | Guayaquil       | 8 août 1982       |
| 4 min 19 s 61 | Jens-Peter Berndt  | 1963      | 21  | Allemagne de l'Est |                                     | Magdebourg      | 23 mai 1984       |
| 4 min 17 s 53 | Alex Baumann       | 1964      | 20  | Canada             |                                     | Etobicoke       | 17 juin 1984      |
| 4 min 17 s 41 | Alex Baumann       | 1964      | 20  | Canada             |                                     | Los Angeles     | 30 juillet 1984   |
| 4 min 16 s 12 | David Wharton      | 1969      | 18  | États-Unis         | Championnats pan-pacifiques (f)     | Brisbane        | 14 août 1987      |
| 4 min 15 s 42 | Tamás Darnyi       | 1967      | 20  | Hongrie            |                                     | Strasbourg      | 19 août 1987      |
| 4 min 14 s 75 | Tamás Darnyi       | 1967      | 21  | Hongrie            |                                     | Séoul           | 21 septembre 1988 |
| 4 min 12 s 36 | Tamás Darnyi       | 1967      | 24  | Hongrie            |                                     | Perth           | 13 janvier 1991   |
| 4 min 12 s 30 | Tom Dolan          | 1974      | 20  | États-Unis         | Championnats du monde               | Rome            | 11 septembre 1994 |
| 4 min 11 s 76 | Tom Dolan          | 1974      | 26  | États-Unis         | Jeux olympiques                     | Sydney          | 17 septembre 2000 |
| 4 min 11 s 09 | Michael Phelps     | 1985      | 17  | États-Unis         |                                     | Fort Lauderdale | 15 août 2002      |
| 4 min 10 s 73 | Michael Phelps     | 1985      | 18  | États-Unis         |                                     | Indianapolis    | 7 avril 2003      |
| 4 min 09 s 09 | Michael Phelps     | 1985      | 18  | États-Unis         | Championnats du monde               | Barcelone       | 27 juillet 2003   |
| 4 min 08 s 41 | Michael Phelps     | 1985      | 19  | États-Unis         | USA Sélection olympique             | Long Beach      | 7 juillet 2004    |
| 4 min 08 s 26 | Michael Phelps     | 1985      | 19  | États-Unis         | Jeux olympiques                     | Athènes         | 14 août 2004      |
| 4 min 06 s 22 | Michael Phelps     | 1985      | 22  | États-Unis         | Championnats du monde               | Melbourne       | 1er avril 2007    |
| 4 min 05 s 25 | Michael Phelps     | 1985      | 23  | États-Unis         | Sélection olympiques des États-Unis | Omaha           | 29 juin 2008      |
| 4 min 03 s 84 | Michael Phelps     | 1985      | 23  | États-Unis         | Jeux olympiques (f)                 | Pékin           | 10 août 2008      |
| 4 min 02 s 50 | Léon Marchand      | 2002      | 21  | France             | Championnats du monde (f)           | Fukuoka         | 23 juillet 2023   |

## Bassin de 25 mètres
| Temps         | Athlète       | Naissance | Âge | Nationalité | Compétition                       | Lieu          | Date              |
| ------------- | ------------- | --------- | --- | ----------- | --------------------------------- | ------------- | ----------------- |
| 4 min 08 s 77 | Luca Sacchi   | 1968      | 24  | Italie      |                                   | Palma         | 28 février 1992   |
| 4 min 07 s 10 | Jani Sievinen | 1974      | 19  | Finlande    |                                   | Malmö         | 9 février 1993    |
| 4 min 06 s 03 | Jani Sievinen | 1974      | 22  | Finlande    |                                   | Lappeenranta  | 20 janvier 1996   |
| 4 min 05 s 59 | Marcel Wouda  | 1972      | 25  | Pays-Bas    |                                   | Gelsenkirchen | 1er février 1997  |
| 4 min 05 s 41 | Marcel Wouda  | 1972      | 25  | Pays-Bas    |                                   | Paris         | 8 février 1997    |
| 4 min 04 s 24 | Matthew Dunn  | 1973      | 25  | Australie   |                                   | Perth         | 24 septembre 1998 |
| 4 min 02 s 72 | Brian Johns   | 1982      | 21  | Canada      |                                   | Victoria      | 23 février 2003   |
| 4 min 00 s 37 | László Cseh   | 1985      | 20  | Hongrie     | Championnats d'Europe (f)         | Trieste       | 9 décembre 2005   |
| 3 min 59 s 33 | László Cseh   | 1985      | 22  | Hongrie     | Championnats d'Europe (f)         | Debrecen      | 14 décembre 2007  |
| 3 min 57 s 27 | László Cseh   | 1985      | 24  | Hongrie     | Championnats d'Europe (f)         | Istanbul      | 11 décembre 2009  |
| 3 min 55 s 50 | Ryan Lochte   | 1984      | 26  | États-Unis  | Championnats du monde (f)         | Dubaï         | 16 décembre 2010  |
| 3 min 54 s 81 | Daiya Seto    | 1994      | 25  | Japon       | International Swimming League (f) | Las Vegas     | 20 décembre 2019  |

## 400 yards 4 nages
| Temps         | Athlète        | Naissance | Âge | Nationalité | Compétition                                  | Lieu            | Date            |
| ------------- | -------------- | --------- | --- | ----------- | -------------------------------------------- | --------------- | --------------- |
| 3 min 36 s 26 | Michael Phelps | 1985      | 20  | États-Unis  | Championnats des États-Unis                  | Austin          | 2 mars 2006     |
| 3 min 35 s 98 | Tyler Clary    | 1989      | 20  | États-Unis  | Championnats NCAA (f)                        | College Station | 27 mars 2009    |
| 3 min 34 s 50 | Chase Kalisz   | 1994      | 20  | États-Unis  | Championnats NCAA (f)                        | Houston         | 28 mars 2014    |
| 3 min 33 s 42 | Chase Kalisz   | 1994      | 23  | États-Unis  | Championnats NCAA (f)                        | Indianapolis    | 24 mars 2017    |
| 3 min 32 s 88 | Hugo González  | 1999      | 23  | Espagne     | Championnats NCAA (f)                        | Atlanta         | 25 mars 2022    |
| 3 min 31 s 84 | Léon Marchand  | 2002      | 20  | France      | Dual Swim Meet - Arizona State vs California | Tempe           | 21 janvier 2023 |
| 3 min 31 s 57 | Léon Marchand  | 2002      | 20  | France      | Championnats de conférence Pac-12            | Federal Way     | 3 mars 2023     |
| 3 min 28 s 82 | Léon Marchand  | 2002      | 20  | France      | Championnats NCAA                            | Minneapolis     | 24 mars 2023    |